# Breeana Walker
Breeana Walker (ur. 28 sierpnia 1992 w Melbourne) – australijska bobsleistka, olimpijka z Pekinu 2022.

## Udział w zawodach międzynarodowych
| Impreza                     | Rok  | Gospodarz    | Konkurencja | Miejsce |
| --------------------------- | ---- | ------------ | ----------- | ------- |
| Igrzyska olimpijskie        | 2022 | Pekin        | dwójki      | 16.     |
| Igrzyska olimpijskie        | 2022 | Pekin        | monobob     | 5.      |
| Mistrzostwa świata          | 2020 | Altenberg    | dwójki      | 14.     |
| Mistrzostwa świata          | 2021 | Altenberg    | dwójki      | DNF     |
| Mistrzostwa świata juniorów | 2018 | Sankt Moritz | dwójki      | 11.     |